# Spatholobus oblongifolius
Spatholobus oblongifolius là một loài thực vật có hoa trong họ Đậu. Loài này được Merr. miêu tả khoa học đầu tiên.